# Oratorio di San Giuseppe dei Falegnami
Das Oratorio di San Giuseppe dei Falegnami ist ein Kirchengebäude des Barock in Palermo.

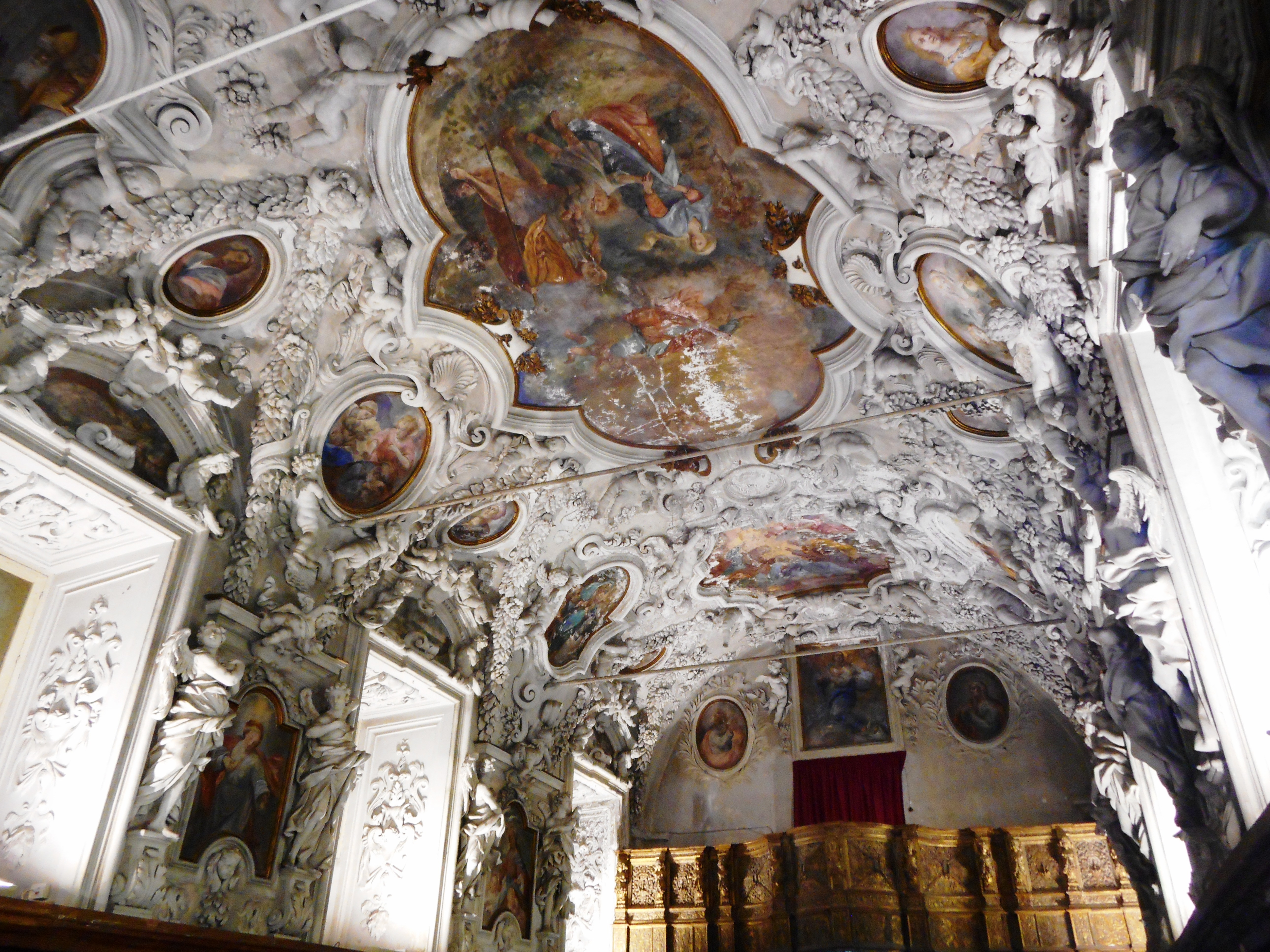
Deckengewölbe

Im Jahr 1499 wurde die Bruderschaft der Tischler (Confraternita Di San Giuseppe Dei Falegnami) gegründet. Die von ihr erbaute Kirche musste sie auf Beschluss des Senats von Palermo 1606 an den Männerorden der Theatiner abtreten. Im Gegenzug erhielt sie das neu erbaute Oratorium des Theatinerklosters. Dem Neubau des Universitätsgebäudes Anfang des 19. Jahrhunderts mussten sowohl die Klostergebäude der Theatiner als auch das Oratorium der Falegnami weichen.
1805 nahm die Bruderschaft ein Oratorium in Besitz (in der heutigen der Via G. D’Alessi), das davor unter dem Namen „Elevazione delle Quaranta Ore“ von anderen Bruderschaften genutzt worden war. Diese Vorbesitzer waren auch verantwortlich für Bau und Dekoration des Gebäudes.
Der einschiffige Raum mit Tonnengewölbe ist über und über mit Putten, Medaillons, Grotesken und Girlanden dekoriert, die Giuseppe Serpotta, wahrscheinlich mit Hilfe seines Neffen Procopio Serpotta im Jahr 1701 schuf. Das originale Mobiliar stammt aus dem 17./18. Jahrhundert.